# Leichtathletik-Europameisterschaften 1998/4 × 400 m der Frauen

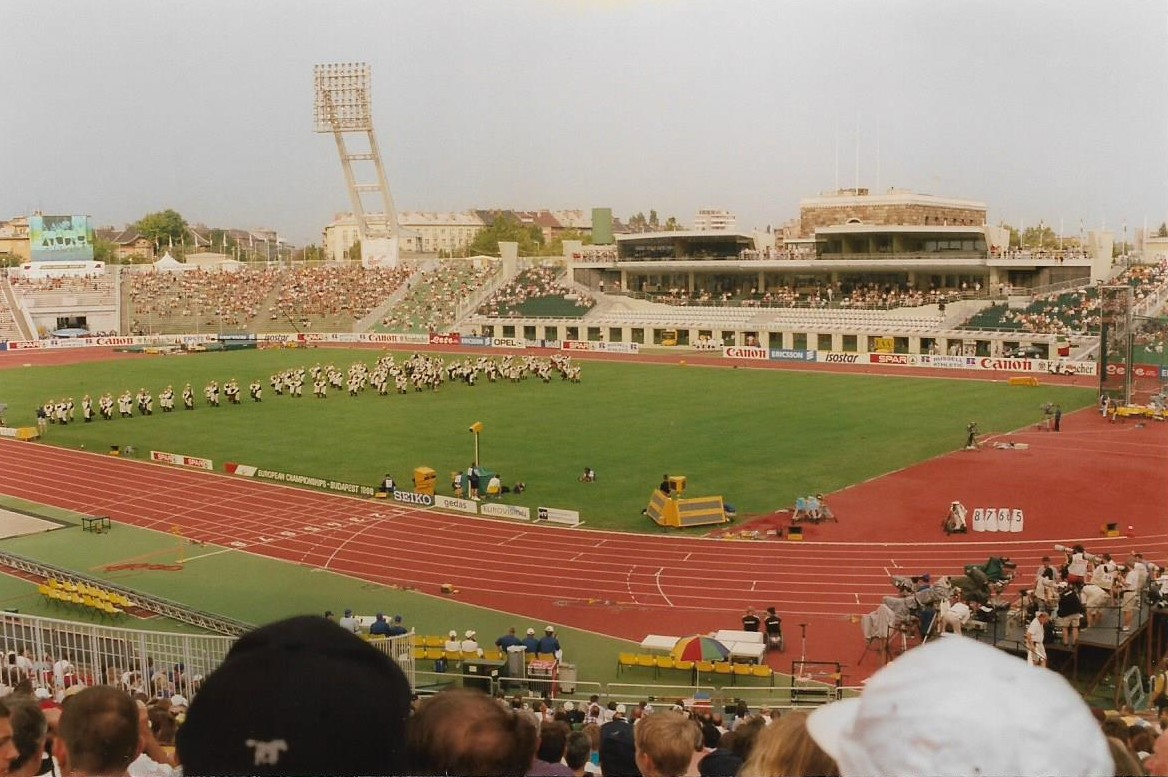
Das Népstadion von Budapest im Jahr 1998

Die 4-mal-400-Meter-Staffel der Frauen bei den Leichtathletik-Europameisterschaften 1998 wurde am 18. und 19. August 1998 im Népstadion der ungarischen Hauptstadt Budapest ausgetragen.
Europameister wurde Deutschland in der Besetzung Anke Feller, Uta Rohländer (Finale), Silvia Rieger und Grit Breuer (Finale) sowie den im Vorlauf außerdem eingesetzten Anja Knippel und Martina Breu.
Den zweiten Platz belegte Russland mit Natalja Chruschtscheljowa, Swetlana Gontscharenko, Jekaterina Bachwalowa, Olga Kotljarowa (Finale) sowie der im Vorlauf außerdem eingesetzten Jekaterina Kulikowa.
Bronze ging an Großbritannien mit Donna Fraser (Finale), Vicky Jamison, Katherine Merry (Finale) und Allison Curbishley sowie den im Vorlauf außerdem eingesetzten Michelle Thomas und Tasha Danvers.
Auch die nur im Vorlauf eingesetzten Läuferinnen erhielten entsprechendes Edelmetall.

## Bestehende Rekorde
| Weltrekord           | 3:15,17 min | Sowjetunion (Tatjana Ledowskaja, Olga Nasarowa, Marija Pinigina, Olha Bryshina) | OS Seoul Südkorea           | 1. Oktober 1988 |
| Europarekord         | 3:15,17 min | Sowjetunion (Tatjana Ledowskaja, Olga Nasarowa, Marija Pinigina, Olha Bryshina) | OS Seoul Südkorea           | 1. Oktober 1988 |
| Meisterschaftsrekord | 3:16,87 min | DDR (Kirsten Emmelmann, Sabine Busch, Petra Müller, Marita Koch)                | EM Stuttgart BR Deutschland | 31. August 1986 |

Der bestehende EM-Rekord wurde bei diesen Europameisterschaften nicht erreicht. Die schnellste Zeit erzielte Europameister Deutschland im Finale mit 3:23,03 min, womit das Quartett 6,16 s über dem Rekord blieb. Zum Welt- und Europarekord fehlten 7,86 s.

## Vorrunde
22. August 1998
Die Vorrunde wurde in zwei Läufen durchgeführt. Die ersten drei Staffeln pro Lauf – hellblau unterlegt – sowie die darüber hinaus zwei zeitschnellsten Teams – hellgrün unterlegt – qualifizierten sich für das Finale. Bei nur neun beteiligten Mannschaften wurde nur eine einzige eliminiert.

### Vorlauf 1
| Platz | Staffel                | Besetzung                                                                          | Zeit (min) |
| ----- | ---------------------- | ---------------------------------------------------------------------------------- | ---------- |
| 1     | Tschechien             | Jitka Burianová Ludmila Formanová Hana Benešová Helena Fuchsová                    | 3:29,83    |
| 2     | Deutschland            | Anke Feller Anja Knippel (Vorlauf) Martina Breu (Vorlauf) Silvia Rieger            | 3:29,84    |
| 3     | Vereinigtes Königreich | Vicky Jamison Michelle Thomas (Vorlauf) Tasha Danvers (Vorlauf) Allison Curbishley | 3:29,90    |
| 4     | Ungarn                 | Annamária Bori Barbara Petráhn Orsolya Dóczi Judit Szekeres                        | 3:30,24    |

### Vorlauf 2
| Platz | Staffel    | Besetzung                                                                                            | Zeit (min) |
| ----- | ---------- | --- | ---------- |
| 1     | Russland   | Swetlana Gontscharenko Jekaterina Kulikowa (Vorlauf) Jekaterina Bachwalowa Natalja Chruschtscheljowa | 3:26,21    |
| 2     | Rumänien   | Otilia Ruiu Alina Rîpanu Mariana Florea Ionela Târlea                                                | 3:28,60    |
| 3     | Italien    | Monika Niederstätter (Vorlauf) Francesca Carbone Fabiola Piroddi Virna de Angeli                     | 3:29,14    |
| 4     | Frankreich | Francine Landre Anita Mormand Marie-France Opheltes Fabienne Ficher (Vorlauf)                        | 3:29,67    |
| 5     | Belarus    | Natallja Salahub Nelli Woronkowa Tazjana Kurotschkina Hanna Kosak                                    | 3:37,55    |

## Finale
23. August 1998
| Platz | Staffel                | Besetzung | Zeit (min) |
| ----- | ---------------------- | --- | ---------- |
| 1     | Deutschland            | Anke Feller Uta Rohländer (Finale) Silvia Rieger Grit Breuer (Finale) im Vorlauf außerdem: Anja Knippel Martina Breu                     | 3:23,03    |
| 2     | Russland               | Natalja Chruschtscheljowa Swetlana Gontscharenko Jekaterina Bachwalowa Olga Kotljarowa (Finale) im Vorlauf außerdem: Jekaterina Kulikowa | 3:23,56    |
| 3     | Vereinigtes Königreich | Donna Fraser (Finale) Vicky Jamison Katherine Merry (Finale) Allison Curbishley im Vorlauf außerdem: Michelle Thomas Tasha Danvers       | 3:25,66    |
| 4     | Rumänien               | Otilia Ruiu Alina Rîpanu Mariana Florea Ionela Târlea                                                                                    | 3:27,24    |
| 5     | Tschechien             | Jitka Burianová Ludmila Formanová Hana Benešová Helena Fuchsová                                                                          | 3:27,54    |
| 6     | Frankreich             | Francine Landre Anita Mormand Marie-France Opheltes Viviane Dorsile (Finale) im Vorlauf außerdem: Fabienne Ficher                        | 3:27,61    |
| 7     | Italien                | Patrizia Spuri (Finale) Francesca Carbone Fabiola Piroddi Virna de Angeli im Vorlauf außerdem: Monika Niederstätter                      | 3:29,31    |
| 8     | Ungarn                 | Annamária Bori Barbara Petráhn Orsolya Dóczi Judit Szekeres                                                                              | 3:31,83    |

## Videolinks
- Women's 4x400m Relay European Champs Budapest August 1998, youtube.com, abgerufen am 14. Januar 2023
- Women's 4x400m Relay European Champs Budapest 1998, youtube.com, abgerufen am 14. Januar 2023